# Strandella quadrimaculata
Strandella quadrimaculata là một loài nhện trong họ Linyphiidae.
Loài này thuộc chi Strandella. Strandella quadrimaculata được miêu tả năm 1937 bởi Uyemura.